# Yangambi
Yangambi est une localité du territoire d'Isangi dans la Province de la Tshopo, en République Démocratique du Congo. Elle est située sur la rive droite du fleuve Congo, à 100 kilomètres à l'ouest de la ville de Kisangani.

## Situation géographique
L’étude est effectuée dans la RB Yangambi  entre juin 2023 et octobre 2023. Le paysage Yangambi est une aire comprise entre le fleuve Congo (au sud) et  la rivière Aruwimi (Nord et  ouest). La RBY est caractérisé par une superposition  de régimes fonciers combinant l'existence  de la Réserve de Biosphère de Yangambi  sur 225000ha (RBY, 0.771°N, 24.527°E, 400m  créée  en 1933), La RBY  une concession forestière et  des terres coutumières. Dès sa création, la RBY a  été affectée sous la gestion  de l'Institut National d'Etude et de Recherches Agronomiques, puis   déclarée publiquement  Réserve de Biosphère  de Yangambi  en 1979 par  l'Organisation  des Nations unies pour l'éducation, la science et  la culture et  placée sous la gestion  du Comité National  « Man and Biosphere »  (MAB-RDC). Toutes ces deux  aires présentent  une importante  potentialité en  biodiversité  faunique et floristique, mais différemment  affectées par les activités  anthropiques, dont environ  141 643 habitants  vivent dans le paysage   de Yangambi   (van Vliet et al., 2018) en majorité constitués du peuple Turumbu.

## Historique de la Réserve
Le passage de l’État Indépendant du Congo à la colonie du Congo belge en 1908 (Kyale et al. 2019) contribua à l’organisation  des services agricoles avec la création  en 1925 d’une organisation scientifique  et technique doté d’une autonomie administrative, financière et opérationnelle ; la Régie des Plantations de la Colonie (REPCO) à Yangambi, ses 11 stations et 4 plantations expérimentales, qui fonctionna de 1926 à 1933 (Lokinda et al. 2017). Cette régie a été dirigée depuis la Belgique, et avait une fonction double, la recherche et la production des cultures, essentiellement  le coton et les cultures pluriannuelles, notamment le palmier à huile, caoutchouc, caféier  (Sunga 2012). En 1933, avec l’appui du Prince Léopold de Belgique, l’INEAC (Institut National pour l’Etude Agronomique du Congo belge)   fut créé par l’arrêté royal du 22 décembre 1933 pour remplacer la REPCO(Kyal et Al 2019). Six ans plus tard, l’importance des questions liées aux études  botaniques et à la sylviculture  tropicale est venue  matérialiser cette nécessité  avec la création la Réserve  naturelle de Flore de Yangambi par  l’ordonnance-loi n°121  Agri, du 25 novembre 1939  et la reconnaissance d’une réserve  communautaire.

## Réserve de biosphère de Yangambi
235 000 hectares de forêt autour de Yangambi ont été déclarés Réserve de biosphère en 1976, dans le cadre du Programme sur l’homme et la biosphère (MAB) de l’UNESCO.

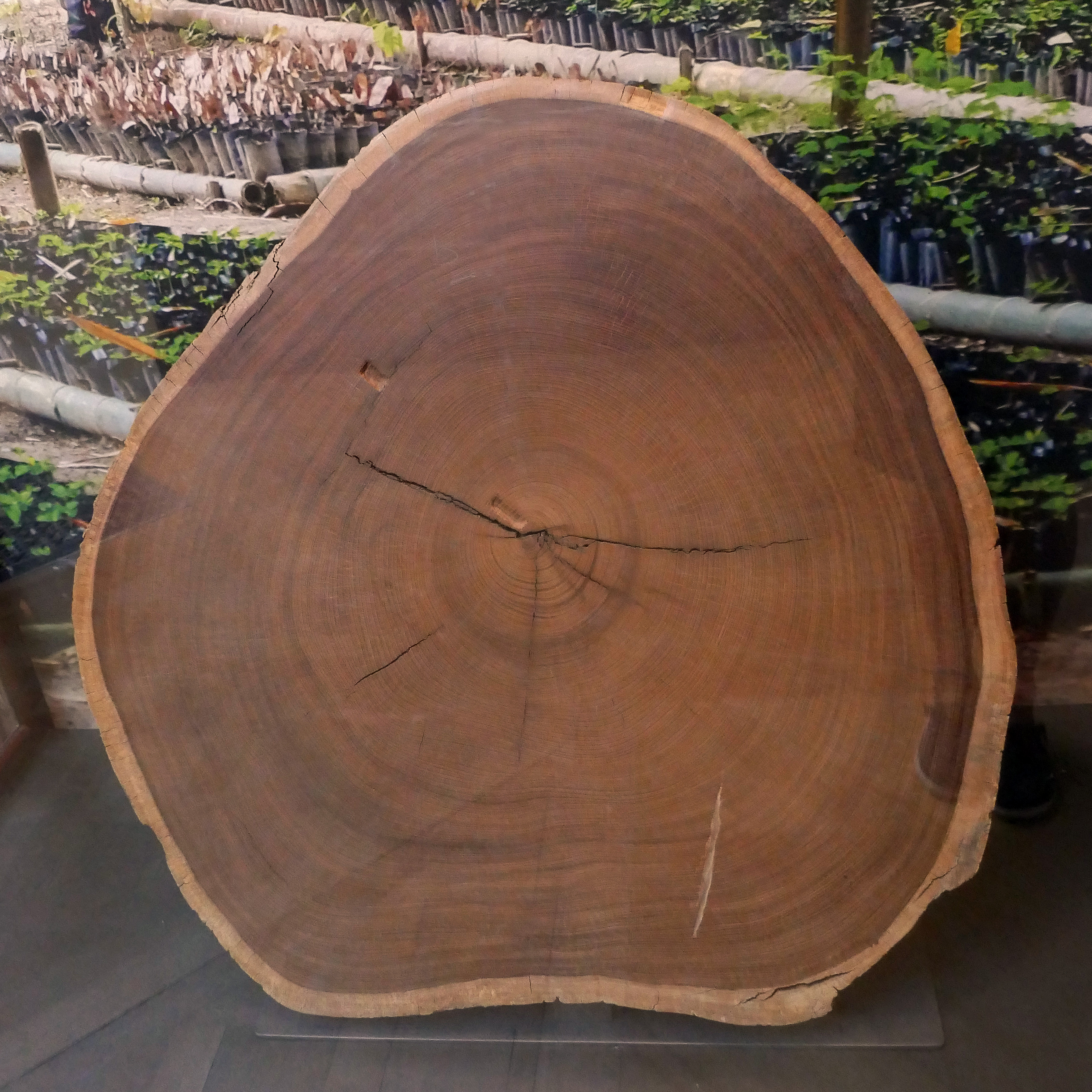
Tronc de Pericopsis elata.

La Réserve de biosphère de Yangambi est l’une des principales aires protégées menacées par l’anthropisation dans la région.
Le site est très important du point de vue de la biodiversité car il abrite des espèces d'arbres menacées, telles que l'Afrormosia (Pericopsis elata). Il abritait autrefois des éléphants (Loxodonta africana cyclotis), mais ils ont maintenant disparu localement. En 2018, une étude a confirmé la présence de chimpanzés communs (Pan troglodytes) dans le paysage de Yangambi.

## Institut national pour l'étude agronomique du Congo belge
Mis sur pied par l'Institut national pour l'étude agronomique du Congo belge (INEAC), le Centre de Recherche de Yangambi fut un centre de référence dans les années 1950.

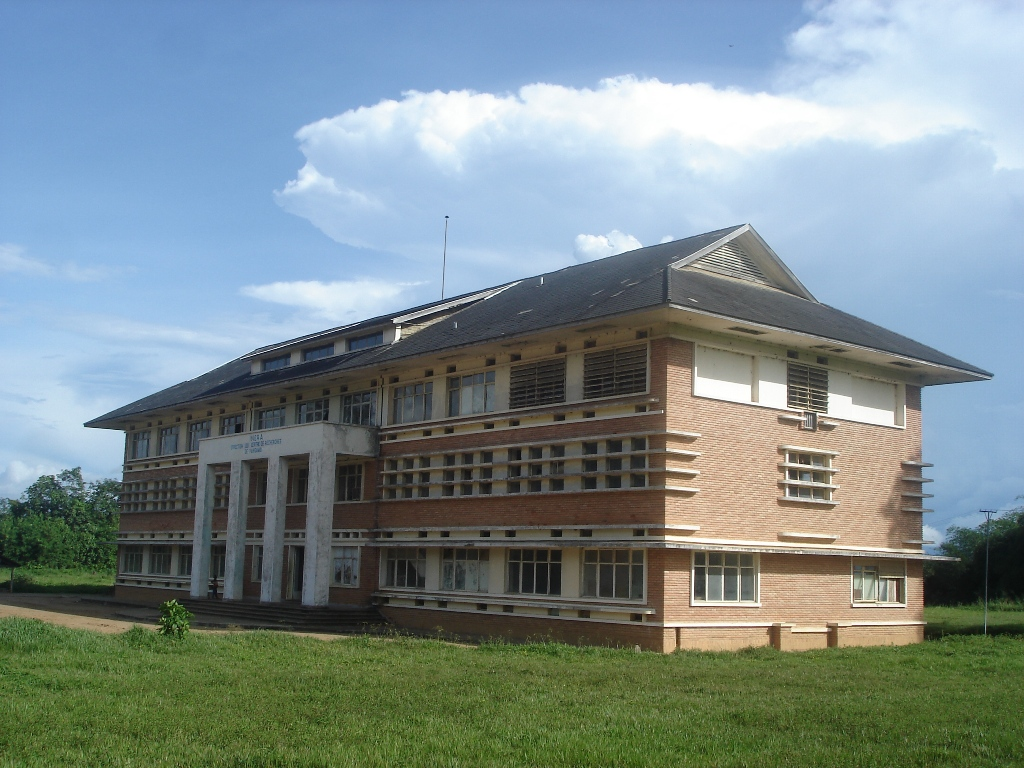
Bâtiment administratif de l'INERA Yangambi.

Les archives de l'INEAC sont conservées aux Archives générales du Royaume (Belgique) et sont ouvertes à la recherche.
L'INEAC (1933-1962) était l'un des plus importants centres de recherche agricole mondiaux, créé au Congo par le gouvernement belge pour étudier l'agronomie en climat tropical.
Après l'indépendance, l'INEAC est devenu l'Institut national pour l'étude et la recherche agronomique (INERA), une institution congolaise. Cependant, des décennies de conflit et d'instabilité politique ont entraîné un déclin progressif du centre de recherche de Yangambi.

## Événements récents
Depuis 2017, avec un financement de l'Union européenne, le Centre de recherche forestière internationale (CIFOR) et plusieurs partenaires internationaux et congolais visent à faire du paysage de Yangambi un pôle mondial pour le développement, la science et la conservation. Les initiatives récentes comprennent la restauration des terres dégradées, de nouvelles infrastructures, la recherche sur la faune et la flore menacées d'extinction, le soutien aux entrepreneurs locaux et la formation d'experts forestiers congolais.
En 2018, le Jardin botanique de Meise et l'INERA ont rénové l'herbier de Yangambi, qui possède une collection de 150 000 spécimens de plantes séchées.
En 2019, le Musée royal de l'Afrique centrale (MRAC) a inauguré un nouveau laboratoire de biologie du bois à Yangambi, le premier du genre en Afrique subsaharienne.
Depuis 2020, Yangambi abrite la première tour de flux de covariance des turbulences du bassin du Congo, installée par l'Université de Gand et l'INERA.

## Environnement
La Ville de Yangambi a un haut de 55 mètres (15 mètres au-dessus du couvert forestier), la Tour à flux de carbone de Yangambi est la première du Bassin du Congo. Elle a pour objectif de mieux comprendre la contribution des forêts tropicales à l’atténuation du changement climatique et aussi sert à l’étude des échanges de gaz à effet de serre entre la forêt et l’atmosphère .

## Personnalités
- Paulin Maembo Gelingi (1964-), homme politique, est né à Yangambi.